# Джеймс Нейсмит
Джеймс Нейсмит (на английски: James Naismith) е канадско-американски преподавател по физическо възпитание, лекар, християнски свещеник, треньор и иноватор.
Когато е на 30-годишна възраст, измисля играта баскетбол (1891). Написва книга с оригиналните баскетболни правила и основава баскетболна програма в Университета в Канзас.
Нейсмит доживява да види баскетбола както като олимпийски демонстрационен спорт през 1904 година и като официално събитие на Летните олимпийски игри в Берлин през 1936 година, така и на създаването на Мъжкия колежански баскетболен турнир през 1938 година и на баскетболния турнир на I дивизия мъже (NCAA).
Роден и отгледан във ферма близо до Алмонт, Онтарио, Нейсмит учи физическо възпитание в Монреалския университет, преди да се премести в Съединените щати. Седем години след като измисля играта, Нейсмит получава медицинска степен в Денвър през 1898 година. След това той пристига в университета в Канзас, където по-късно става директор и треньор на Канзас Джейхоукс. Докато е треньор в Канзас, Нейсмит тренира Фог Алън, който по-късно става също треньор в Канзас в продължение на 39 сезона. Алън тренира легенди, сред които са Адолф Руп и Дийн Смит, които обучават много забележителни играчи и бъдещи треньори.
Последният тренировъчен сезон на Нейсмит е през 1907 година. Той все още е единственият треньор в баскетболната история на мъжете в Канзас с повече загуби отколкото победи.

## Ранни години
Нейсмит е роден на 6 ноември през 1861 година в Алмонт, Онтарио, Западна Канада (сега е част от Мисисипи Милс, Онтарио, Канада) в семейство на шотландски имигранти. Той никога не е имал бащино име и никога не се подписвал с името си с първоначалното „А“. По-късно то е добавено от някой, който е работи в администрацията на Университета в Канзас.
Трудолюбив в селскостопански труд, Нейсмит прекарва дните си играейки catch (известна детска игра), криеница или duck on a rock, което е средновековна игра, в която човек пази голям камък от противникови играчи, които се опитват да го съборят, като хвърлят по него по-малки камъни. За да се играе най-ефективно duck on a rock, Нейсмит открива, че стрелбата с парабола е много по-ефективна от правото хвърляне, мисъл, която по-късно ще се окаже важна за измислянето на баскетбола.
Нейсмит остава сирак, живее с леля си и чичо си дълги години, посещава основното училище в Бенис Корнерс, което се намира близо до Алмонт. По-късно се записва в гимназията в Алмонт, която завършва през 1883 година. Същата година Нейсмит влиза в университета на Макгил в Монреал. Tой е талантлив и многостранен спортист, представляващ Макгил в канадския футбол, ръгби, футбол и гимнастика. Играе в центъра на футболния отбор. Печели няколко медала Wicksteed за отлично представяне на гимнастика. Нейсмит придобива бакалавърска степен по физическо възпитание (1888 г.) и получава диплома от презвитерианския колеж в Монреал (1890 г.). От 1891 г. той преподава физическо възпитание и става първият директор по атлетика на Макгил, но след това напуска Монреал, за да стане преподавател по физическо възпитание в Международното училище за обучение YMCA в Спрингфийлд, Масачузетс.

## Колеж в Спрингфийлд
В Спрингфийлд YMCA, по заповед на д-р Лутер Гюлик, който е ръководител по физическо възпитание, Нейсмит получава срок от 14 дни да създаде игра на закрито, която да осигури необходимото „физическо разсейване“. Част от изискванията на Гюлик са да не заема много място, да поддържа спортистите във форма и да не е твърде груба играта.
В опита да си да се справи с поставената задача и да създаде нова игра, Нейсмит се ръководи от три главни идеи. Първо, той анализира най-популярните спортове за онова време (ръгби, футбол, хокей и бейзбол). Нейсмит забелязва опасностите от топката и прави заключение, че футболната топка е най-безопасна. Второ, той вижда, че основно физически контакт има, докато играчът бяга с топката, дриблира или нанася удар, поради което решава, че подаването е единствената опция. Освен това за да намали контактите с тяло Нейсмит прави невъзможно отбраняването на целта, като я поставя високо над главите на играчите. За да отбележат точка, играчите трябва да хвърлят мек лобиращ изстрел, който се е оказал ефективен в неговата любима детска игра „duck on a rock“. Нейсмит нарича играта „Баскет бол“ и написва правилата ѝ.
Първата игра на „Баскет бол“ се играе през декемврри 1891 година. В ръкописен доклад, Нейсмит описва встъпителния мач; за разлика от съвременния баскетбол, играчите играят девет срещу девет, използват футболна топка и вместо да стрелят по два обръча се целят в кошници за праскови. „Когато г-н Стъбин повдигна кошниците за праскови във фитнес залата аз ги закрепих от вътрешната страна на парапета на галерията, което е на разстояние 305 см от пода, по един на всеки край на гимнастическия салон, след което поставих правилата на таблото за обяви, зад платформата на инструктора, осигурих футболна топка и зачаках да дойде класа … Той не показа голям ентусиазъм, но последва примера ми … След това им обясних каквото трябва да направят, за да отбележат точки, хвърлих топката между двама мъже от центъра и се опитах да придържам играта според правилата ѝ.“ За разлика от съвременния баскетбол, първоначалните правила не включват онова, което днес е известно като дрибъл. Също така, след всяка отбелязана точка, играчите застават в средата на игрището и скачат за топката.
В радиоинтервю през 1939 година Нейсмит дава повече подробности за първата игра и първоначалните правила, които са използвани:
„Показах им две кошници за праскови, които бях приковал във всеки край на фитнеса, и им казах, че идеята е да хвърлят топката в кошницата за праскови на противниковия отбор. След сигнала на свирката … Първата игра на баскетбол започна. ... Момчетата започнаха да се бият и ритат. Те се озоваха в хаотична схатка в средата на залата. (След играта имаше различни наранявания: няколко насинени очи, едно извадено рамо и един играч паднал в безсъзнание.) „Това със сигурност беше убийство.“ (Нейсмит променя някои от правилата, стараейки се да развие чист спорт.) Най-важното беше, че не трябва да има движение с топката. Това спря сблъсъците между играчите. Изпробвахме играта с тези (нови) правила и нямахме нито една жертва.“
До 1892 г. баскетболът става толкова популярен в университета, че Денис Хоркенбах (главен редактор на The Triangle, вестник на Springfield College) го включва в статия, наречена „Нова игра“ и има призиви за ново име на играта – „Naismith Ball“, но Нейсмит отказва. Към 1893 г. баскетболът е представен на международно ниво от движението YMCA.

## Университет на Канзас
Мъжката баскетболна програма на Университета в Канзас, официално започва след пристигането на Нейсмит през 1898 година, което е 6 години след написването на първите правила на спорта.
Първоначално Нейсмит е директор на параклиса и физкултурен възпитател. В тези ранни дни по-голямата част от баскетболните мачове се играят срещу съседни отбори на YMCA, която в цялата страна е неразделна част от създаването на баскетбола.
Други често срещани опоненти са университета на индианските нации Хаскел и колежът Уилям Джуъл. По ирония на съдбата, Нейсмит е единственият треньор в историята на програмата, който има отрицателна разлика между спечелени и загубени игри. Въпреки това, Нейсмит тренира Форест „Фог“ Алън, негов евентуален наследник в Канзас, който по-късно се присъединява към своя наставник в Залата на славата на баскетбола на Нейсмит Мемориал. Когато самият Алън става треньор споделя с Нейсмит, че ще тренира баскетболисти в университета Бейкър през 1904 г., Нейсмит го обезкуражава като му казва, че баскетболът не може да бъде трениран, а просто трябва се играе. Успешната кариера на Алан като треньор му спечелва прозвището „Бащата на баскетболните треньори“. По време на своето пребиваване в Канзас Алън тренира Дийн Смит (отбор на националното първенство от 1952 г.) и Адолф Руп (национален отбор по фондация Хелмс от 1922 г.). Смит и Руп се присъединяват към Нейсмит и Алън като членове на Баскетболната зала на славата.
В началото на века на изток има достатъчно колежански отбори, за да могат да се проведат първите междууниверситетски състезания. Въпреки че спортът продължава да се разраства, Нейсмит дълго гледа на баскетбола като на забавна игра и предпочита гимнастиката и борбата като по-добри форми на физическа активност. Баскетболът обаче става демонстрационен спорт през 1904 г. Според съобщенията, публикувани от музея за историята на баскетбола „Мемориалната зала на славата на баскетбола Нейсмит“, Нейсмит не се интересува от самореклама, нито от славата на състезателните спортове. Той се вълнува повече от кариерата си за физическо възпитание и получава почетна степен PE Masters през 1910 г. патрулира мексиканската граница в продължение на четири месеца през 1916 г., пътува до Франция, публикува две книги (A Modern College през 1911 г. и Същност на един здравословен живот през 1918 г.). Той приема американско гражданство през 1925 г. През 1909 г. Нейсмит става в професор в Канзас; през по-голямата част от началото на 20 век той е атлетичен директор в Канзас.
Нейсмит има „силни чувства срещу сегрегацията“, датиращи от времето на Първата световна война във Франция и на граничния конфликт между Съединените щати и Мексико, и се стреми към напредък чрез малки стъпки. През 30-те години на ХХ век той не успява да привлече афроамериканци в университетския джайхаукс в Канзас. Но той помага да се уреди приемане на черни ученици в басейна на университета. Дотогава на тях им се дават автоматично преминаващи оценки на необходимия тест за плуване, без да влизат в басейна, за да се запази той само за белите ученици.
През 1923 г. д-р Нейсмит основава братството на Сигма Фи Епсилон в университета в Канзас. Нейсмит е привързан към членовете, които служат като Главни съветници за шестнадесет години, от 1923 г. до смъртта му през 1939 г
През 1935 г. Националната асоциация на баскетболните треньори (създадена от ученика на Нейсмит Фог Алън) събира пари и 74-годишният Нейсмит е свидетел на въвеждането на баскетбола в официалната олимпийска спортна програма на Олимпийските игри през 1936 година. Там Нейсмит раздава медалите на три северноамерикански отбора: САЩ, за златен медал, Канада, за сребърен медал, и Мексико, за бронзов медал. По време на Олимпиадата той е обявен за почетен президент на Международната федерация по баскетбол. Когато Нейсмит се връща, той коментира, че виждането на играта от много нации е най-голямата компенсация, която може да получи за своето изобретение. През 1937 г. Нейсмит изигра роля в създаването на Националната асоциация за междуколегиален баскетбол, която по-късно става Национална асоциация за междуколегийна атлетика (NAIA).
Нейсмит става почетен професор в Канзас, той се пенсионира през 1937 г. на 76-годишна възраст. Добавяйки годините си на треньор, Нейсмит работи като атлетичен директор и преподавател в училището общо за почти 40 години. Нейсмит умира през 1939 г., след като получава фатален мозъчен кръвоизлив. Той е погребан в гробището на Мемориалния парк в Лорънс, Канзас.
Неговият шедьовър „Баскетбол – неговото начало и развитие“ е публикуван посмъртно през 1941 г.

## Треньорска дейност
През 1898 г. Нейсмит става първият треньор по баскетбол в Университета на Канзас. С равносметка от 55 победи и 60 загуби, той е единственият губещ треньор в историята на Канзас. Нейсмит поставя началото на треньорска традиция, като негов ученик е Фог Алън, бъдещ треньор по баскетбол в „Нейсмит Мемориал“, който на свой ред ще тренира Дийн Смит, Адолф Руп и Ралф Милър, които също обучават бъдещи треньори.

## Заслуги
Нейсмит измисля играта баскетбол и написва оригиналните 13-те правила, за разлика от правилника за игра на NBA, който съдържа 66 страници. Баскетболната зала на славата Нейсмит Мемориал в Спрингфилд, Масачузец, е кръстена в негова чест. Националната колективна спортна асоциация награждава най-добрите си играчи и треньори годишно с наградите „Нейсмит“, между тях е и Колеж Нейсмит играч на годината, Колеж Нейсмит Треньор на годината, Нейсмит Подготвителен играч на годината.
След Олимпийското представяне на мъжкия баскетбол през 1936 година, женският баскетбол става олимпийско събитие в Монреал през 1976 година на летните олимпийски игри.
Нейсмит се въвежда и в канадската зала на славата на баскетбола, канадската олимпийска зала на славата, канадската спортна зала на славата, спортната зала на Онтарио, спортната зала на Отава, университетската спортна зала на Макгил. Държавната спортна зала на славата на Канзас, Залата на славата на ФИБА и Залата на славата на баскетбола „Нейсмит Мемориъл“, която е наречена в негова чест. Трофеят на Световната купа по баскетбол на ФИБА носи името „Джеймс Нейсмит Трофи“ в негова чест. На 21 юни 2013 г. д-р Нейсмит е въведен в Залата на славата в Канзас по време на церемониите в Топека.
Родният град на Нейсмит в Алмонте, Онтарио, е превърнат в домакин на годишния турнир 3-на-3 за всички възрасти и нива на игра в негова чест. Всяка година това събитие привлича стотици участници. Всички приходи събрани от събитието отиват за младежки баскетболни програми в района.
Днес баскетболът се играе от повече от 300 милиона души по целия свят, което го прави един от най-популярните спортове. В Северна Америка баскетболът е създал някои от най-великите спортисти на 20 век.
ESPN и Асошиейтед прес провеждат анкети, за да класифицират най-големия северноамерикански спортист на 20 век. Баскетболистът Майкъл Джордан заема първо място в анкетата на ESPN и на второ място (зад Babe Ruth) в анкетата на AP.
Оригиналните правила на баскетбола, написани от Джеймс Нейсмит през 1891 г., който е считан за основополагащ документ за баскетбола, са продадени на търг в Sotheby's, Ню Йорк през декември 2010 г. Джош Свайд, който е възпитаник на Университета в Канзас и баскетболен ентусиаст, през 2010 г. се опитва да убеди възпитаници да спечелят наддаването, за да подарят документа на Университета в Канзас. В крайна сметка Свайд убеждава Дейвид Буут, милиардер инвестиционен банкер и съпругата му Сюзан Буут да се заемат и да наддават на търга. Те успяват да спечелят в наддаването. Купуват документа за рекордните 4 338 500 щатски долара, това е и най-скъпо платения артикул за спортни сувенири, и подарят документа на Университета в Канзас. Успехът на Свайд е описан в документалния филм „Няма място като дома“, издадена е и книга по този повод „Светият граал на обръчите: стремежът на един фен да купи оригиналните правила на баскетбола“.
Университетът в Канзас построява сграда на стойност $ 18 милиона, наречена Център Дебруце, в която се съхраняват правилата. Открита е през март 2016 година.

## Личен живот
Родителите на Нейсмит са шотландски имигранти – Маргарет Иънг и Джон Нейсмит. Нейсмит е второто дете в семейството. Майка му е родена през 1833 година, тя е 4-то дете от общо 11 и емигрира в окръг Ланарк, Канада през 1852 година. Баща му е роден също през 1833 година, напуска Европа когато е на 18 години и също се установява в окръг Ланарк. На 20 юни 1894 година Нейсмит се жени за Мод Евелин Шерман в Спрингфийлд, САЩ. Раждат им се 5 деца. Маргарет Мейсън (Стенли) (1895 – 1976), Хелън Каролин (Дод) (1897 – 1980), Джон Едуин (1900 – 1986), Мод Ан (Дау) (1904 – 1972) и Джеймс Шърман (1913 – 1980).
Нейсмит е членувал в общностите на Пи Гама Му и Сигма Фи Елсилон. Той е бил презвитериански министър, запомнен като масон. Жена му умира през 1937 година, а на 11 юни 1939 г. той се жени за втората си съпруга Флоренс Б. Кинкейд. На 19 ноември същата година, Нейсмит претърпява голям мозъчен кръвоизлив, следствие на което умира девет дни по-късно в дома си, разположен в Лорънс, Канзас, на 78 годишна възраст. Нейсмит умира осем месеца след създаването на шампионата по баскетбол в NCAA, който днес е едно от най-големите спортни събития в Северна Америка. Нейсмит е погребан с първата си съпруга в Мемориалния парк в Лорънс, Канзас. Втората му жена умира през 1977 г. на 98-годишна възраст и е погребана с първия си съпруг, д-р Франк Б. Кинкейд, в гробището Елмвуд в Белойт, Канзас.
Таблица със заеманите от Нейсмит образователни и академични длъжности:
| Място                                       | Позиция                                       | Период                 | Забележки |
| ------------------------------------------- | --------------------------------------------- | ---------------------- | --- |
| Училище Бени в Алмонте, Онтарио.            | Основно училище                               | 1867 – 1875            | |
| Гимназия Алмонте                            | Средно училище                                | 1875 – 1877, 1881 – 83 | Прекъсва и по-късно се завръща отново в училището |
| Университет Макгил                          | Студент                                       | 1883 – 87              | Бакалавърска степен по физическо възпитание |
| Университет Макгил                          | Преподавател по физическо възпитание          | 1887 – 1890            | Златен медал „Уикстед“ (1887 г.), най-добър спортист Сребърна купа (1886 г.), първа награда за разходка с една миля; Сребърен медал Уикстед (1885 г.), най-добър спортист. Награден с едно от първите университетски писма на Макгил. |
| Пресвитерианския колеж, Монреал             | Образование по Теология                       | 1887 – 1890            | Сребърен медал (1890 г.), втората най-висока награда в богословието за чест |
| Колеж в Спрингфийлд                         | Преподавател по физическо възпитание          | 1890 – 1895            | Измисля играта баскетбол през декември 1891 година |
| YMCA в Денвър                               | Преподавател по физическо възпитание          | 1895 – 1898            | |
| Университета в Канзас                       | Инструктор по физическо възпитание и свещеник | 1898 – 1909            | |
| Университета в Канзас                       | Баскетболен треньор                           | 1898 – 1907            | Първият баскетболен треньор |
| Университета в Канзас                       | Професор и университетски лекар               | 1909 – 1917            | |
| Първа Канзанска пехота                      | Свещеник/Капитан                              | 1914 – 1917            | Военна служба поради Първата световна война |
| Първа пехота в Канзас (Мексиканска граница) | Свещеник                                      | 1916                   | |
| Военен и YMCA секретар във Франция          | Преподавател по морал и сексуално образование | 1917 – 1919            | |
| Университета в Канзас                       | Директор                                      | 1919 – 1937            | Почетен през 1937 година |